# Mecanismo antirretorcido

Ilustración del principio del mecanismo antienrrollado

Un mecanismo antirretorcido es un método para conectar un enlace flexible entre dos objetos, uno de los cuales está girando con respecto al otro, de una manera que evita que el enlace se retuerza. El enlace podría ser un cable eléctrico o un conducto flexible. 
Este mecanismo está pensado como una alternativa al método habitual de suministrar energía eléctrica a un dispositivo giratorio, mediante el uso de anillos de deslizamiento. Los anillos deslizantes están unidos a una parte de la máquina, y un conjunto de escobillas conductoras están unidas a la otra parte. Las escobillas se mantienen en contacto con los anillos deslizando sobre ellos, lo que proporciona continuidad eléctrica entre las dos partes y permite que giren entre sí. 
Sin embargo, esto presenta problemas con dispositivos más pequeños. Mientras que en los dispositivos grandes, las pequeñas fluctuaciones en la potencia provista a través del sistema de escobillas son intrascendentes, en el caso de componentes electrónicos diminutos, el deslizamiento introduce niveles inaceptables de ruido en el flujo de energía suministrada. Por lo tanto, se necesita una forma más uniforme de suministrar la energía. 
Un dispositivo diseñado y patentado en 1971 por Dale A. Adams e informado en The Amateur Scientist en diciembre de 1975, resuelve este problema con un disco giratorio sobre una base desde la cual un cable se extiende hacia arriba, sobre y hacia la parte superior del disco. A medida que el disco gira, el plano de este cable gira exactamente a la mitad de la velocidad del disco para que el cable no se tuerza. 
Lo que hace que el dispositivo sea posible es la peculiar conectividad del espacio de rotaciones 3D, como descubrió Paul Dirac e ilustró con el truco del plato (también conocido como truco de las cuerdas o del cinturón). Este espacio puede ser representado por unidades de cuaterniones. 